# Верхнее Левешко
Верхнее Левешко — озеро на территории Идельского сельского поселения Сегежского района Республики Карелии.

## Общие сведения
Площадь озера — 1,7 км², площадь водосборного бассейна — 13,1 км². Располагается на высоте 125,0 метров над уровнем моря.
Форма озера лопастная, продолговатая: оно вытянуто с северо-запада на юго-восток. Берега каменисто-песчаные, местами заболоченные.
Из залива на северной стороне озера вытекает река Левашка, впадающая в реку Нижний Выг.
К северу от озера проходит лесная дорога.
Код объекта в государственном водном реестре — 02020001311102000008814.